# Nadia Parkes
Nadia Sofia Parkes (Londres, 31 de diciembre de 1995) es una actriz de cine y televisión británica. Es conocida por sus papeles de Rosa de Vargas en The Spanish Princess y Annalise en El hijo bastardo y el mismísimo diablo.

## Biografía
Parkes creció en Royal Leamington Spa. Asistió a The King's High School for Girls. Continuó sus estudios en la London Academy of Music and Dramatic Art, donde se graduó en 2018. 
Hizo su debut en la pantalla en el 2019 trabajando en la serie dramática histórica The Spanish Princess como Rosa de Vargas. En el 2019, fue elegida como la joven Livia en la serie dramática histórica Domina.
También ha tenido papeles invitados en los programas de la BBC Doctor Who y Starstruck.
Parkes protagonizó a Jay Lycurgo y Emilien Vekemans en la serie dramática de fantasía El hijo bastardo y el mismísimo diablo como Annalise O'Brien.

## Vida privada
Sus padres son ópticos. Anteriormente estuvo en una relación con el también actor Tom Holland.

## Filmografía
| Año       | Título                                 | Papel            | Notas                                     |
| --------- | -------------------------------------- | ---------------- | ----------------------------------------- |
| 2019–2020 | The Spanish Princess                   | Rosa de Vargas   | Reparto principal                         |
| 2020      | Doctor Who                             | Claire Clairmont | Episodio: "The Haunting of Villa Diodati" |
| 2021      | Starstruck                             | Sophie Diller    | 2 episodios                               |
| 2021      | Domina                                 | Young Livia      | 2 episodios                               |
| 2022      | El hijo bastardo y el mismísimo diablo | Annalise         | Reparto principal                         |
| 2022      | This is Christmas                      | Suzy             |                                           |